# Chowdenahalli, Krishnarajpet
Chowdenahalli là một làng thuộc tehsil Krishnarajpet, huyện Mandya, bang Karnataka, Ấn Độ.